# Râu de Mori, Hunedoara
Râu de Mori (în maghiară Malomvíz, în germană Mühldorf) este satul de reședință al comunei cu același nume din județul Hunedoara, Transilvania, România.

## Obiective turistice
- Rezervația științifică Gemenele
- Biserica „Duminica Tuturor Sfinților”
- Curtea nobiliară a Cândeștilor

## Personalități
- Cristian Petru Bălan (n. 1936) scriitor româno-american, membru al Uniunii Scriitorilor din România și al Academiei Româno-Americană de Arte și Științe. Părinții lui au funcționat aici, ca învățători, între anii 1934-1939.